# Bùi Đức Hạnh
Bùi Đức Hạnh (1960 - 28 tháng 10 năm 2023), là Thiếu tướng Quân đội nhân dân Việt Nam và chính trị gia người Việt Nam. Ông nguyên là Đại biểu Quốc hội Việt Nam khóa 14 tỉnh Thừa Thiên Huế, nguyên Phó Tư lệnh Bộ đội Biên phòng Việt Nam. Ông từng là đại biểu Quốc hội Việt Nam khóa XIII tỉnh Lào Cai.

## Tiểu sử
Bùi Đức Hạnh sinh ra ở xã Giao Phong, huyện Giao Thủy, tỉnh Nam Định, người dân tộc Kinh, không theo tôn giáo nào.
Ông có bằng Cao cấp lý luận chính trị và trình độ chuyên môn là Thạc sỹ khoa học quân sự.
Ông gia nhập Đảng Cộng sản Việt Nam vào 5/8/1982.
Khi là đại biểu Quốc hội Việt Nam khóa XIII tỉnh Lào Cai, ông là Tỉnh ủy viên, Đại tá, Chỉ huy trưởng Bộ Chỉ huy Biên phòng tỉnh Lào Cai.
Năm 1981, tốt nghiệp Đại học Biên phòng với tấm bằng loại ưu và được giữ lại trường, người giảng viên trẻ Bùi Đức Hạnh đã rất nỗ lực để rèn luyện và học hỏi.
Năm 1982, Bùi Đức Hạnh được nhà trường cử đi thực tế tại tuyến biên giới  Lạng Sơn. Là đảng viên trẻ, ông được điều về làm Phó Đồn trưởng Đồn Biên phòng Pò Mã.
Năm 1994, ông được đề bạt là Chủ nhiệm bộ môn, sau đó học tiếp khóa đào tạo cao học tại Học viện Quốc phòng và bảo vệ thành công luận án Thạc sỹ và trở thành Phó Chủ nhiệm khoa Biên phòng.
Năm 2004, do yêu cầu của lực lượng, ông được điều động đảm nhận cương vị hiệu trưởng Trường Trung cấp Biên phòng 1.
Năm 2009, ông được bổ nhiệm làm Phó Chỉ huy trưởng rồi Chỉ huy trưởng BĐBP Lào Cai
Năm 2011, Đại tá Bùi Đức Hạnh vinh dự trở thành 1 trong bốn vị Đại biểu Quốc hội mang quân hàm xanh của lực lượng BĐBP tham gia đoàn Đại biểu Quốc hội khóa XIII của tỉnh Lào Cai và được phân nhiệm là Ủy viên Ủy ban Đối ngoại của Quốc hội
Cuối năm 2015, ông được bổ nhiệm giữ chức vụ Phó Tư lệnh BĐBP phụ trách công tác cửa khẩu và trinh sát.
Ngày 08 tháng 01 năm 2016, ông được thăng quân hàm Thiếu tướng
Tháng 5 năm 2016, ông trúng cử Đại biểu Quốc hội khóa 14